# Nelima
Nelima is een geslacht van hooiwagens uit de familie Sclerosomatidae.
De wetenschappelijke naam Nelima is voor het eerst geldig gepubliceerd door Roewer in 1910. 

## Soorten
Nelima omvat de volgende 42 soorten:
- Nelima adelheidiana
- Nelima aladjensis
- Nelima albiangulata
- Nelima aokii
- Nelima apenninica
- Nelima atrorubra
- Nelima coreana
- Nelima cretica
- Nelima doriae
- Nelima fuscifrons
- Nelima genufusca
- Nelima globulifer
- Nelima gothica
- Nelima hiraiwai
- Nelima hispana
- Nelima humilis
- Nelima insignita
- Nelima kansuensis
- Nelima longipedata
- Nelima lutea
- Nelima magaritata
- Nelima maroccana
- Nelima melanodorsum
- Nelima mexicana
- Nelima morova
- Nelima narcisi (weggelaten door Hallan)
- Nelima nigricoxa
- Nelima nigromaculata
- Nelima okinawaensis
- Nelima parva
- Nelima pontica
- Nelima ponticoides
- Nelima recurvipenis
- Nelima saghalina
- Nelima satoi
- Nelima semproni
- Nelima silvatica
- Nelima similis
- Nelima taiwana
- Nelima tancitaro
- Nelima troglodytes
- Nelima valida
- Nelima victorae